# Ștefan Popovici
Ștefan Popovici – rumuński strzelec, medalista mistrzostw świata i Europy.

## Kariera sportowa
Popovici 2 razy stanął na podium mistrzostw świata. W 1958 roku został drużynowym brązowym medalistą w skeecie, natomiast w 1966 roku osiągnął drużynowe wicemistrzostwo świata w trapie (skład drużyny na obu turniejach: Ion Dumitrescu, Gheorghe Enache, Gheorghe Florescu, Ștefan Popovici).
Stał także na podium mistrzostw Europy. W 1966 roku został drużynowym wicemistrzem kontynentu w trapie  (Rumunia startowała w tym samym składzie).

## Wyniki

### Medale mistrzostw świata
Opracowano na podstawie materiałów źródłowych:
| Mistrzostwa    | Konkurencja      | Wynik            | Miejsce |
| -------------- | ---------------- | ---------------- | ------- |
| Moskwa 1958    | Skeet, drużynowo | 377 pkt. (druż.) |         |
| Wiesbaden 1966 | Trap, drużynowo  | 764 pkt. (druż.) |         |

### Medale mistrzostw Europy
Opracowano na podstawie materiałów źródłowych:
| Mistrzostwa | Konkurencja     | Wynik | Miejsce |
| ----------- | --------------- | ----- | ------- |
| Lahti 1966  | Trap, drużynowo | ?     |         |